# Сан Тамаро
Сан Та̀маро (на италиански: San Tammaro) е градче и община в Южна Италия, провинция Казерта, регион Кампания. Разположено е на 22 m надморска височина. Населението на общината е 5115 души (към 2010 г.).